# Esenboğa nemzetközi repülőtér
Az Esenboğa nemzetközi repülőtér (IATA: ESB, ICAO: LTAC) Törökország fővárosának, Ankarának a nemzetközi repülőtere. Nevét egy Ankara melletti kis faluról, Esenboğáról kapta. A repülőtér 28 km-re fekszik a belvárostól; 2007-ben 4 958 128 fős utasforgalmat bonyolított, ami a 2006-os adatokhoz képest 9%-os növekedést jelent. Az utasok nagy része belföldi járattal érkezett Ankarába.  Vészhelyzet esetére a NASA bármely űrrepülője számára alternatív leszállóhelyként választották ki a repülőteret.

## Terminál
2006 októberében adták át a repülőtér új, kombinált belföldi és nemzetközi forgalmú terminálját, mely két évig épült.
A 168 000 m²-en elterülő terminál évente 10 millió utas fogadására képes, 105 check-in pulttal, 34 útlevél-ellenőrző fülkével rendelkezik. A parkoló 123 000 m²-es és négyezer jármű elhelyezésére alkalmas.

## Légitársaságok és úticélok
2023-ban a Esenboğa nemzetközi repülőtérről az alábbi járatok indulnak:
| Légitársaság        | Célállomások |
| ------------------- | --- |
| Aeroflot            | Moscow–Sheremetyevo |
| Air Premia          | Szezonális charter: Seoul–Incheon |
| Air Serbia          | Belgrád |
| AnadoluJet          | Adana, Adıyaman, Ağrı, Almaty, Amman–Queen Alia, Amszterdam, Antalya, Astana, Baghdad, Baku, Batman, Bejrút, Belgrád, Berlin, Bingöl, Bishkek, Bodrum, Bursa, Çanakkale, Çorlu[forrás?], Dalaman, Diyarbakır, Edremit, Elazığ, Ercan, Erzincan, Erzurum, Frankfurt, Gaziantep, Gazipaşa/Alanya, Hakkari, Hatay, Iğdır, Istanbul–Sabiha Gökçen, İzmir, Kahramanmaraş, Kars, Kayseri, London–Stansted, Malatya, Mardin, Moscow–Vnukovo, Muş, Ordu/Giresun, Párizs-Charles de Gaulle repülőtér, Rize/Artvin, Samsun, Şanlıurfa, Siirt, Şırnak, Tashkent, Tehran–Imam Khomeini, Tokat, Trabzon, Van, Bécs Szezonális: Brüsszel, Köln/Bonn, Düsseldorf, Hamburg, München, Stockholm–Arlanda, Stuttgart |
| ATA Airlines        | Tehran–Imam Khomeini |
| Azerbaijan Airlines | Baku |
| Caspian Airlines    | Tehran–Imam Khomeini |
| Corendon Airlines   | Szezonális: Köln/Bonn, Düsseldorf, Nuremberg |
| FlyArystan          | Astana |
| Fly Baghdad         | Baghdad, Erbil |
| flydubai            | Dubai–International |
| Flynas              | Jeddah, Medina |
| Iraqi Airways       | Baghdad, Erbil, Kirkuk |
| Kam Air             | Kabul |
| Mahan Air           | Tehran–Imam Khomeini |
| Pegasus Airlines    | Almaty, Amman–Queen Alia, Antalya, Bodrum, Bukarest–Otopeni, Köln/Bonn, Çorlu, Dubai–International, Düsseldorf, Erbil, Ercan, Frankfurt, Hamburg, Istanbul–Sabiha Gökçen, İzmir, Krakow, London–Stansted, Sharjah, Stockholm–Arlanda, Stuttgart, Tbilisi, Tehran–Imam Khomeini, Bécs Szezonális: Berlin, Moszkva-Domogyedovó, Varsó–Chopin |
| Qatar Airways       | Doha |
| Qeshm Air           | Tehran–Imam Khomeini |
| Saudia              | Jeddah, Medina |
| Sepehran Airlines   | Tehran–Imam Khomeini |
| SunExpress          | Düsseldorf, Frankfurt, Hannover, München Szezonális: Amszterdam, Berlin, Brüsszel, Köln/Bonn, Copenhagen, Hamburg, Stockholm–Arlanda, Stuttgart, Tbilisi, Bécs, Zürich |
| Transavia           | Párizs–Orly |
| Turkish Airlines    | Istanbul Szezonális: Jeddah, Medina |
| UR Airlines         | Baghdad |
| Uzbekistan Airways  | Tashkent |
| Wizz Air            | Abu Dhabi |

## Futópályák
A repülőtér futópályái:
- 03R/21L (3750 m, 60 m, aszfalt)
- 03L/21R (3750 m, 45 m, aszfalt)

## Forgalom
Az utasforgalom az elmúlt években az alábbi módon változott:
| Utasok száma | 4 958 128 | 6 084 404 | 7 763 914 | 9 273 108 | 11 035 606 | 11 035 606 | 15 817 158 | 13 692 954 | 5 162 569 | 8 644 967 |
|              | 2007      | 2009      | 2010      | 2012      | 2014       | 2015       | 2017       | 2019       | 2020      | 2022      |